# Лейти
Лейти или Лейты (азерб. Leyti) — село в Шабранском районе Азербайджана. Население составляет 195 жителей (2009).

## История
Лейти (название на местном языке ﻟﻴﻄﻰ) относилась к Шишпаринскому магалу Дербентской губернии, которая просуществовала с 1846 по 1860 год. После того, как Дербентская губерния была упразднена, её большая часть вошла в состав новообразованной Дагестанской области, а остальная часть отошла Бакинской губернии.
В последующем деревня Лейти числилась в составе Кубинского уезда Бакинской губернии. Она входила в состав Гендобского сельского общества (Гендобского общества) и относилась к Дивичинскому полицейскому участку (местопребывание пристава в Дивичи).
Это была казённая деревня; от неё были отселки Лейты-кышлаги и Али-кышлаги. По материалам посемейных списков на 1886 год все 379 жителей Лейты (так в тексте) были крестьянами на казённой земле. Согласно сведениям Списка населённых мест, относящегося к Бакинской губернии и изданного Бакинским губернским статистическим комитетом в 1911 году, здесь из 545 жителей (65 дыма) поселянами на казённой земле были 415 человек (210 мужчин и 205 женщины, всего 35 дыма).
8 августа 1930 года был образован Дивичинский район Азербайджанской ССР. В 1960—1970-х годах Лейти являлось одним из селений Гяндовского сельского Совета (сельсовета) данного района. 2 апреля 2010 года Дивичинский район был переименован в Шабранский.

## Население
В дореволюционный период жители Лейти обычно фиксировались как таты и крайне редко как «татары» (то есть азербайджанцы). Статистические материалы Российской империи также показывают, что на протяжении второй половины XIX — начала XX веков лиц мужского пола было больше лиц женского пола.

### XIX век
Согласно сведениям «Кавказского календаря» на 1857 год в деревне Лейты проживали таты-сунниты и разговаривали на татском. По данным же списков населённых мест Бакинской губернии от 1870 года, составленных по сведения камерального описания губернии с 1859 по 1864 год, здесь имелось 45 дворов и 248 жителей (140 мужчин и 108 женщин), состоящих из татов-суннитов.
По сведениям 1873 года, опубликованным в изданном в 1879 году под редакцией Н. К. Зейдлица «Сборнике сведений о Кавказе», численность населения Лейты (так в тексте) составляла 303 жителя (171 мужчина и 132 женщины), в основном таты-сунниты. Материалы посемейных списков на 1886 год показывают здесь 379 человек (68 дыма) и все таты-сунниты.

### XX век
В одной из статистических ведомостей, приложенной к Обзору Бакинской губернии за 1902 года и показывающей национальный состав коренного населения населённых пунктов Бакинской губернии на 1 января 1903 года, по Лейты указаны 52 дыма и 374 жителя (220 мужчин и 154 женщины), «татар» (азербайджанцев) по национальности.
По сведениям же Списка населённых мест, относящегося к Бакинской губернии и изданного Бакинским губернским статистическим комитетом в 1911 году, Лейты насчитывал 65 дыма и 545 жителей (290 мужчин и 255 женщины), также указанных как «татары» (азербайджанцы). Те же материалы сообщают о том, что здесь не было ни одного мужчины, кто был грамотен на местном или русском языках.
Согласно «Кавказскому календарю» на 1910 год в Лейты за 1908 год проживало 545 человек, в основном таты. Тот же этнический состав сообщает и «Кавказский календарь» на 1912 год, который показал уже 517 человек.
По результатам Азербайджанской сельскохозяйственной переписи 1921 года Лейты населяли 348 человек и преимущественно таты, а само население состояло из 182 мужчин и 166 женщин. Советско-российский лингвист А. Л. Грюнберг, совершивший в 1950-х годах экспедиционные поездки в районы расселения татов, не упоминал Лейти в приведённом им списке татских деревень Дивичинского района.